# Debësskij rajon
Il Debёsskij rajon (in russo Дебёсский район?, in lingua udmurta Дэбес ёрос) è un municipal'nyj rajon della Repubblica Autonoma dell'Udmurtia, in Russia. Istituito il 15 luglio 1929, occupa una superficie di circa 1 033 chilometri quadrati, ha come capoluogo il villaggio di Debёsy e una popolazione di 10 987abitanti. Il distretto è suddiviso in 10 comuni rurali.